# Xerxes del Pont
Xerxes (en grec antic Ξέρξης) era un príncep del Pont, fill de Mitridates VI Eupator.
Va ser capturat per Gneu Pompeu a causa d'una revolta a la ciutat de Fanagòria, on el seu pare l'havia deixat juntament amb altres germans seus per seguretat l'any 64 aC. Va participar com a captiu en el triomf de Pompeu a Roma, segons Apià. La seva sort final és desconeguda.